# Cay Dollerup
Cay Dollerup (* 12. November 1939 in Buenos Aires) ist ein argentinischer Übersetzer, freiberuflicher Dozent und ehemaliger Hochschullehrer an der Universität Kopenhagen.

## Leben
Cay Dollerup begann 1959 Englisch und Spanisch an der Universität Kopenhagen zu studieren. Er besuchte außerdem die spanische Universität Valladolid sowie das Trinity College in Dublin. Im Jahr 1970 schloss Dollerup sein Studium an der Universität Kopenhagen als Candidatus magisteri ab, was zur Zeit seines Abschlusses ungefähr dem amerikanischen Master entsprach. Im Anschluss erwarb er seinen PhD. Von 1970 bis 2006 übte Cay Dollerup Lehr- und Forschungstätigkeiten in der englischen Abteilung der Universität Kopenhagen aus.

## Forschung
Seine Forschungsinteressen sind Übersetzung, Rezeption, Literatur und englische Sprache. Im Rahmen seiner Forschungsaktivitäten im Bereich des Übersetzens war er bei der Europäischen Kommission und den Vereinten Nationen in New York.

## Sonstige Aktivitäten
Cay Dollerp organisierte in den Jahren 1991, 1993 und 1995 Konferenzen zum Thema Teaching Translation and Interpreting (Übersetzen und Dolmetschen lehren) in Dänemark.
Er war Gastprofessor bzw. hielt Gastvorträge u. a. in China, Litauen, Slowenien, Polen, den USA, Ungarn, Südafrika, Uruguay, Rumänien, Deutschland, Usbekistan und Russland. Des Weiteren ist er Mitbegründer der Fachzeitschrift Perspectives: Studies in Translatology, deren Chefredakteur er von 1993 bis 2006 war. In dieser Zeit war die Fachzeitschrift im The Arts and Humanities Citation Index.

## Werke (Auswahl)
- The Copenhagen Studies in Reader Response. Hrsg. von  Iven Reventlow und Carsten Rosenberg Hansen. In: SPIEL: Siegener Periodicum zur Internationalen Empirischen Literaturwissenschaft, Peter Lang 1990:9:413-436.
- Teaching Translation and Interpreting: Training, Talent and Experience Papers from the First ‘Language International’ Conference, Elsinore, Denmark, 31 May - 2 June 1991. Hrsg. von Cay Dollerup und Anne Loddegaard. John Benjamins, Amsterdam 1992. ISBN 90-272-2097-2.
- The place and function of literature in the next millenium. In: SPIEL: Siegener Periodicum zur Internationalen Empirischen Literaturwissenschaft, Peter Lang  1998:1:102-106.
- Basics of Translation Studies. Foreign Language Education Press, Shanghai  2007, ISBN 973-611-412-0.
- Eugene Nida and the Concept of Equivalence. In: Translators and Their Readers. In homage to Eugene A. Nida. Hrsg. von Rodica Dimitriu und Miriam Shleshinger. Editions du Hazard, Brüssel 2009. ISBN 2-930154-23-3.
- A translator’s Glosses. In: Translation Studies and Law. Hrsg. von V. I. Khairoulline et al. Bashkir State University, Ufa 2010.